# Hampton Manor
Hampton Manor es un lugar designado por el censo ubicado en el condado de Rensselaer en el estado estadounidense de Nueva York. En el año 2010 tenía una población de 2,417 habitantes y una densidad poblacional de 1,400 personas por km².

## Geografía
Greenville se encuentra ubicado en las coordenadas 42°37′8″N 73°43′33″O / 42.61889, -73.72583. En la práctica es un suburbio residencial de las ciudades de Rensselaer y Albany.

## Demografía
Según la Oficina del Censo en 2000 los ingresos medios por hogar en la localidad eran de $42,794, y los ingresos medios por familia eran $46,818. Los hombres tenían unos ingresos medios de $32,022 frente a los $30,694 para las mujeres. La renta per cápita para la localidad era de $21,589. Alrededor del 1.3% de la población estaban por debajo del umbral de pobreza.